# Sa Jae-hyouk
Sa Jae-hyouk (kor.: 사재혁, ur. 29 stycznia 1985 w Hongcheon) – koreański sztangista, mistrz olimpijski i brązowy medalista mistrzostw świata.

## Kariera
Pierwszy sukces w karierze osiągnął w 2005 roku, kiedy podczas mistrzostw świata juniorów w Busan zdobył złoty medal w wadze lekkiej (do 69 kg). Na rozgrywanych dwa lata później mistrzostwach świata w Chiang Mai zajął piąte miejsce w wadze średniej (do 77 kg), tracąc do trzeciego zawodnika 8 kg. W 2008 roku wystartował na igrzyskach olimpijskich w Pekinie, zdobywając złoty medal i pokonując Chińczyka Li Hongli i Geworka Dawtiana z Armenii. Koreańczyk dźwignął ten sam ciężar co Chińczyk, był jednak od niego lżejszy. Kolejny medal wywalczył na mistrzostwach świata w Paryżu w 2011 roku, zajmując trzecie miejsce. W zawodach tych wyprzedzili go jedynie dwaj Chińczycy: Lü Xiaojun i Su Dajin. Na igrzyskach olimpijskich w Londynie w 2012 roku spalił wszystkie próby w podrzucie i ostatecznie nie był klasyfikowany. Podobnie zakończył się jego start na igrzyskach azjatyckich w Incheon dwa lata później.

## Osiągnięcia
| Rok  | Zawody               | Miasto | Miejsce | Kategoria | Wynik  |
| ---- | -------------------- | ------ | ------- | --------- | ------ |
| 2008 | Igrzyska olimpijskie | Pekin  | 1       | do 77 kg  | 366 kg |
| 2011 | Mistrzostwa świata   | Paryż  | 3       | do 77 kg  | 360 kg |